# Europsko prvenstvo u vaterpolu – Barcelona 1970.
Vaterpolsko EP 1970. dvanaesto je izdanje ovog natjecanja. Održano je u Barceloni u Španjolskoj od 4. do 12. rujna.

## Konačni poredak
| Mj. | Država      |
| --- | ----------- |
| 1.  | SSSR        |
| 2.  | Mađarska    |
| 3.  | Jugoslavija |
| 4.  | Italija     |
| 5.  | Nizozemska  |
| 6.  | Rumunjska   |
| 7.  | Njemačka    |
| 8.  | Španjolska  |
| 9.  | Švedska     |
| 10. | Grčka       |
| 11. | Francuska   |
| 12. | Belgija     |
| 13. | Finska      |
| 14. | Austrija    |
| 15. | Irska       |

| Pobjednici                   |
| ---------------------------- |
| Sovjetski Savez Drugi naslov |